# Hyposcada lerida
Hyposcada lerida is een vlinder uit de familie Nymphalidae. De wetenschappelijke naam van de soort is voor het eerst geldig gepubliceerd in 1878 door William Forsell Kirby.